# Rāy
Rāy är en ort i Indien.   Den ligger i distriktet Rānchī och delstaten Jharkhand, i den östra delen av landet, 1 000 km sydost om huvudstaden New Delhi. Rāy ligger 433 meter över havet och antalet invånare är 5 949.
Terrängen runt Rāy är platt norrut, men söderut är den kuperad. Runt Rāy är det tätbefolkat, med 308 invånare per kvadratkilometer. Det finns inga andra samhällen i närheten. I omgivningarna runt Rāy växer huvudsakligen savannskog.